# Stora Rötjärnen (Lima socken, Dalarna)
Stora Rötjärnen är en sjö i Malung-Sälens kommun i Dalarna och ingår i Dalälvens huvudavrinningsområde.